# Stole the Show
"Stole the Show" là một bài hát của DJ và nhà sản xuất thu âm người Na Uy Kygo, có sự hợp tác của Parson James. Nó được phát hành vào ngày 23 tháng 3 năm 2015, và đã trở nên thành công tại một số quốc gia và là thành công thương mại lớn nhất của Kygo ngoài bài hát "Firestone" ra. Sau đó, vào ngày 21 tháng 8 năm 2015, một phiên bản solo của James được phát hành. Phiên bản này được đưa vào trong EP The Temple của anh.

## Danh sách bài hát
| Tải kỹ thuật số | Tải kỹ thuật số                             | Tải kỹ thuật số |
| STT             | Nhan đề                                     | Thời lượng      |
| --------------- | ------------------------------------------- | --------------- |
| 1.              | "Stole the Show" (hợp tác với Parson James) | 3:43            |

| Đĩa đơn CD | Đĩa đơn CD                                  | Đĩa đơn CD |
| STT        | Nhan đề                                     | Thời lượng |
| ---------- | ------------------------------------------- | ---------- |
| 1.         | "Stole the Show" (hợp tác với Parson James) | 3:43       |
| 2.         | "ID" (Ultra Music Festival Anthem)          | 4:51       |

## Xếp hạng và chứng nhận
| Bảng xếp hạng (2015–16)                           | Vị trí xếp hạng cao nhất |
| ------------------------------------------------- | ------------------------ |
| Úc (ARIA)                                         | 53                       |
| Áo (Ö3 Austria Top 40)                            | 5                        |
| Bỉ (Ultratop 50 Flanders)                         | 7                        |
| Bỉ (Ultratop 50 Wallonia)                         | 11                       |
| Canada (Canadian Hot 100)                         | 79                       |
| Cộng hòa Séc (Rádio Top 100)                      | 5                        |
| Cộng hòa Séc (Singles Digitál Top 100)            | 4                        |
| Đan Mạch (Tracklisten)                            | 3                        |
| Phần Lan (Suomen virallinen lista)                | 2                        |
| Pháp (SNEP)                                       | 1                        |
| Trường songid là BẮT BUỘC CHO BẢNG XẾP HẠNG ĐỨC   | 2                        |
| Hungary (Dance Top 40)                            | 18                       |
| Hungary (Rádiós Top 40)                           | 27                       |
| Hungary (Single Top 40)                           | 5                        |
| Ireland (IRMA)                                    | 13                       |
| Ý (FIMI)                                          | 37                       |
| Leban (Lebanese Top 20)                           | 7                        |
| Hà Lan (Dutch Top 40)                             | 3                        |
| Hà Lan (Single Top 100)                           | 3                        |
| New Zealand (Recorded Music NZ)                   | 4                        |
| Na Uy (VG-lista)                                  | 1                        |
| Ba Lan (Polish Airplay Top 100)                   | 8                        |
| Bồ Đào Nha (AFP)                                  | 33                       |
| Slovakia (Rádio Top 100)                          | 1                        |
| Slovakia (Singles Digitál Top 100)                | 5                        |
| Tây Ban Nha (PROMUSICAE)                          | 6                        |
| Thụy Điển (Sverigetopplistan)                     | 1                        |
| Thụy Sĩ (Schweizer Hitparade)                     | 3                        |
| Anh Quốc (OCC)                                    | 24                       |
| Hoa Kỳ Bubbling Under Hot 100 Singles (Billboard) | 5                        |
| Hoa Kỳ Hot Dance/Electronic Songs (Billboard)     | 11                       |
| Hoa Kỳ Pop Airplay (Billboard)                    | 33                       |

| Bảng xếp hạng (2015)                 | Vị trí xếp hạng cao nhất |
| ------------------------------------ | ------------------------ |
| Đức (Official German Charts)         | 20                       |
| Ý (FIMI)                             | 56                       |
| New Zealand (Recorded Music NZ)      | 25                       |
| Ba Lan (ZPAV)                        | 50                       |
| UK Singles (Official Charts Company) | 73                       |

| Quốc gia | Chứng nhận  | Số đơn vị/doanh số chứng nhận |
| --- | ----------- | ----------------------------- |
| Bỉ (BEA) | Bạch kim    | 20.000‡                       |
| Đức (BVMI) | Bạch kim    | 400,000‡                      |
| Ý (FIMI) | 2× Bạch kim | 0‡                            |
| New Zealand (RMNZ) | Bạch kim    | 15.000*                       |
| Na Uy (IFPI) | 6× Bạch kim | 240.000‡                      |
| Ba Lan (ZPAV) | 3× Bạch kim | 60.000‡                       |
| Tây Ban Nha (PROMUSICAE) | Bạch kim    | 40,000‡                       |
| Thụy Điển (GLF) | 5× Bạch kim | 100.000‡                      |
| Anh Quốc (BPI) | Vàng        | 400.000‡                      |
| Hoa Kỳ (RIAA) | Vàng        | 500.000‡                      |
| Tổng doanh số: |             | 1,805,000                     |
| * Chứng nhận dựa theo doanh số tiêu thụ. ^ Chứng nhận dựa theo doanh số nhập hàng. ‡ Chứng nhận dựa theo doanh số tiêu thụ và phát trực tuyến. |             |                               |

## Lịch sử phát hành
| Vùng                 | Ngày                | Định dạng       | Nhãn đĩa |
| -------------------- | ------------------- | --------------- | -------- |
| Na Uy                | 23 tháng 3 năm 2015 | Tải kỹ thuật số | Sony     |
| - Đức - Áo - Thụy Sĩ | 15 tháng 5 năm 2015 | Đĩa đơn CD      | B1       |

## Phiên bản solo của Parson James
Vào ngày 21 tháng 8 năm 2015, một phiên bản solo của "Stole the Show" do Parson James biểu diễn được phát hành bởi RCA Records.

### Danh sách bài hát
- Tải kỹ thuật số[49]

1. "Stole the Show" – 3:43